# Hagen Batterie
Die Hagen Batterie AG war ein deutscher Batteriehersteller. Das 1910 als Accumulatorenfabrik Wilhelm Hagen KG in Soest gegründete Unternehmen produzierte unter anderem Großbatterien, Starterbatterien und Batterien für Elektrofahrzeuge, U-Boote und Schiffe. 1988 wurden die Firmenanteile von der Familie Hagen an die spanische Tudor-Gruppe verkauft. Im Jahr 1995 übernahm der US-amerikanische Konzern Exide Technologies die Anteile von dem spanischen Unternehmen, so dass Hagen Batterie nur noch als Markenname von Exide existierte.

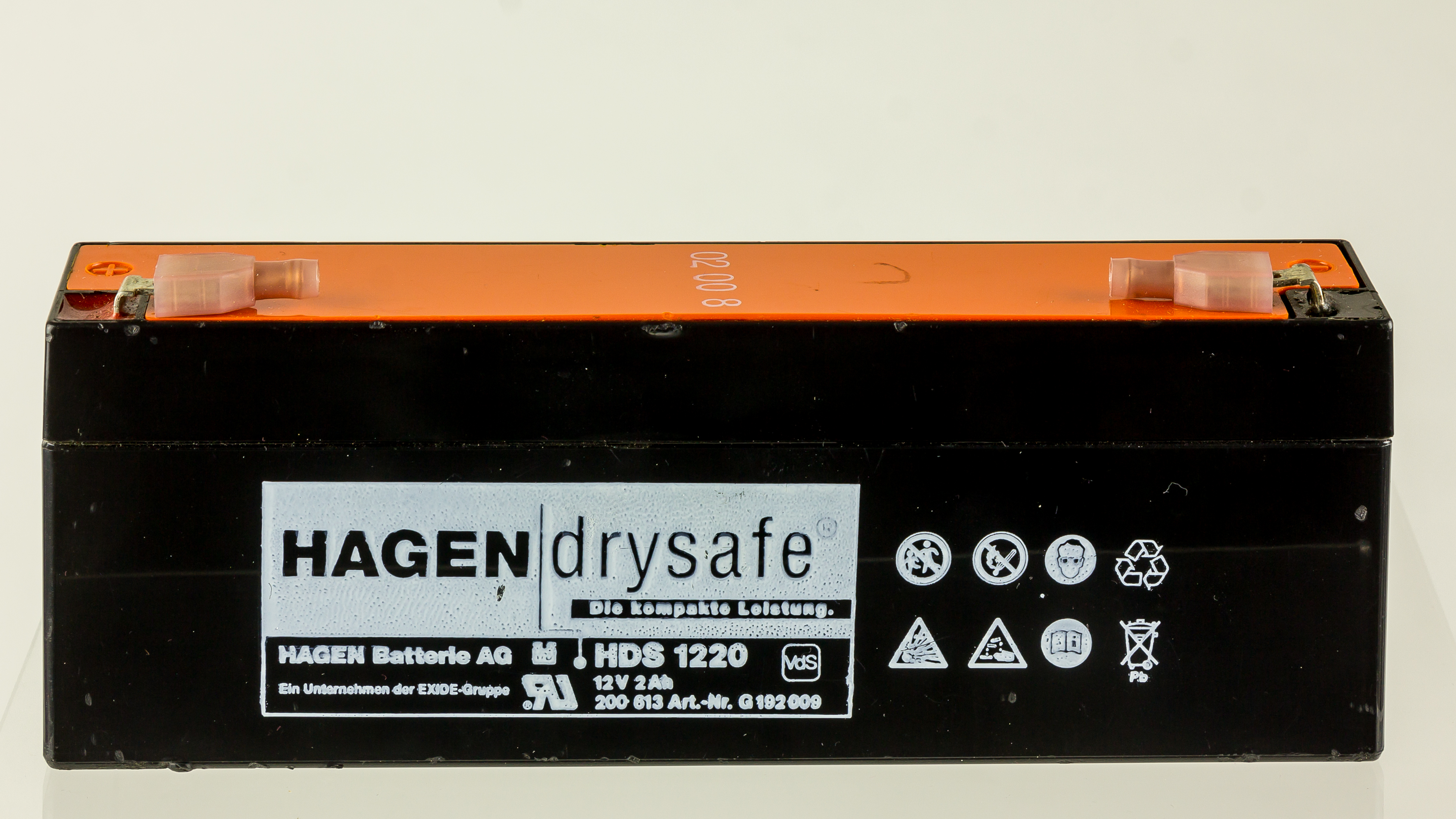
drysafe HDS 1220

## Geschichte
(Quellen:)

### Unternehmensgeschichte bis zum Ersten Weltkrieg
Am 1. April 1910 wurde die Accumulatorenfabrik Wilhelm Hagen KG von Wilhelm Hagen in Soest gegründet. Die Firmengründung wurde durch den Verkauf der Nutzungsrechte des Patents Platte einer Großoberflächenbatterie – DRP 189175 von Wilhelm Hagen und einer Erbschaft seiner Frau Martha finanziert. Wilhelms Schwager George König half bei der Firmengründung mit 10.000 Mark. Die anfänglich primitive Produktionsstätte entstand in den landwirtschaftlich ungenutzten Ställen des väterlichen Anwesens in der Thomästraße 29, innerhalb der Soester Stadtmauer. Im Gegensatz zu der einfachen Produktionsstätte standen die Eigenkonstruktionen der Gießformen für Großoberflächenplatten. Diese waren modernster Bauart mit einer Ausstoßvorrichtung nach eigenem Patent. Die Platten wurden in den alten Viehtränken des Schweinestalls formiert, indem sie direkt an das Stadtnetz angeschlossen wurden. Der erste große Auftrag des Unternehmens war die Herstellung einer Batterie für die Märkische Straßenbahn in Witten. Trotz einer angespannten finanziellen Situation konnte im ersten Jahr ein Umsatz von 80.000 Mark erreicht werden. Dies war nicht zuletzt dem persönlichen Arbeitseinsatz des Vaters und der Schwester zu verdanken und dem vielfältigen Engagement des Firmengründers als technischer Leiter, Handelsreisender und Konstruktionszeichner. Im Jahr 1913 beschäftigte die Firma sechs Arbeiter und drei Monteure.
Im Zeitraum von Ende 1913 bis Herbst 1914 wurden die alten Gebäude weitestgehend abgerissen und durch einen neuen Fabrikbau ersetzt. In diesem fanden Kesselraum, Gießerei, Putzerei, Mischraum, Trockenraum und Maschinenhaus einen neuen Platz. Das Formationsgebäude wurde erweitert und die Inneneinrichtung fast komplett neu angeschafft. Parallel zu den Umbauarbeiten musste die Produktion von vornehmlich großen stationären Batterien für Elektrizitätswerke weitergeführt werden. Am 3. August 1914 wurde Wilhelm Hagen zum Kriegsdienst eingezogen, weshalb er der Fertigstellung des neuen Werkes nicht beiwohnen konnte. Die Herstellung von ortsfesten Akkumulatoren ging unter dem Einfluss des Krieges zurück oder verzögerte sich. Die Auslieferung einer für damalige Verhältnisse große Batterie von 140 Zellen an das Kasseler Elektrizitätswerk verschob sich aufgrund des Kriegsausbruch um ein Jahr.
Anfang 1916 konstruierte Wilhelm Hagen in seinem Heimaturlaub einen tragbaren Scheinwerfer mit einer 12 V Batterie die in einem Tornister untergebracht war. Diese Konstruktion fand das Interesse bei der deutschen Heeresleitung, woraufhin Wilhelm vom Kriegsdienst freigestellt wurde, um die Produktion auf verschiedene transportable Batterien für Heereszwecke umzustellen. Im Jahr 1917 wurde die Firma durch einen Brand stark beschädigt. Damit die Produktion aufrechterhalten konnte, wurden Gebäude der Malzfabrik im Lütgengrandweg angemietet und später gekauft. Die Mitarbeiterzahl war mittlerweile auf 75 angestiegen.
In der Mitte des Jahres 1918 herrschte wegen des Krieges ein Mangel an Treibstoff für Automobile, weshalb Last- und Personenwagen mit entsprechend entwickelten Batterien ausgerüstet wurden. Wilhelm Hagen entwickelte in diesem Zuge verschiedene transportable Akkumulatoren und erwarb dabei mehrere Patente. Am Ende des Krieges brach die Produktion von Akkumulatoren zusammen und musste schließlich ganz eingestellt werden, weil gewaltige Vorräte an Batterien verschiedenster Bauart noch am Lager vorhanden waren und nur langsam abgebaut werden konnten.

### Zwischenkriegszeit und Zweiter Weltkrieg
Die auf 75 angestiegene Mitarbeiterzahl musste nach dem Ersten Weltkrieg auf 15 reduziert werden, weil zu dieser Zeit nur kleine Batterien gefertigt wurden. Im Krisenjahr 1923 wurden die Löhne aufgrund der Inflation täglich ausgezahlt. Dies stellte das Unternehmen vor einige Probleme, weil es schwierig war, die hierfür benötigten Mengen an Papiergeld zu beschaffen. Auch die Beschaffung des benötigten Bleis war schwierig geworden, da dies nur gegen wertbeständige Devisen gekauft werden konnte, aber die Batterien in Papiergeld bezahlt wurden, das täglich ein Vielfaches seines Wert verlor.
Im Jahr 1924 verbesserte sich der Markt für stationäre Akkumulatoren. Der Schwager Fritz König trat als Laborleiter in die Firma ein und behielt diese Position 40 Jahre lang. Ein erneuter Brand am 1. November 1926 verursachte einen großen Schaden, die Produktion konnte allerdings mit einer Lieferverzögerung von nur 10 Tagen aufrechterhalten werden. Das zerstörte Gebäude wurde durch einen modernen Eisenbetonbau ersetzt. Die Firma erhielt in der Folgezeit große Aufträge für Batterien als Notreserve für Stromausfälle, wie von der BEWAG in Berlin und für die Städte Kassel, Leipzig, Basel, Bremen und weitere. In den Kraftwerken wurde damals noch Gleichstrom erzeugt, so dass mit den Batterien auch Spitzenlasten ausgeglichen wurden. Die Verteilung der Produktion auf zwei Standorte wurde infolge der großen Aufträge problematisch, so dass 1928 die gesamte Produktion am Lütgengrandweg zentralisiert wurde. Diese Produktionsstätte wurde in der weiteren Firmengeschichte als Werk I bezeichnet.
George Hagen, der Sohn von Wilhelm, trat 1934 nach dem Abschluss des Studiums der Elektrotechnik in die Firma ein. Seine erste Aufgabe war der Aufbau einer Starterbatterienfertigung am Osthofentor. Das Grundstück am Osthofentor wurde bereits 1923 gekauft, dort wurde anfangs eine Bleihütte erbaut, später noch ein Schachtofen, ein Flammofen und eine Raffinierofenanlage. Dieser Produktionsstandort wurde in der weiteren Firmengeschichte als Werk II bezeichnet. Im Jahr 1936 liefen dort die ersten Starterbatterien für Automobile vom Band. Es folgten Batterien für Elektrokarren, Hubstapler, Postpaketwagen usw. und Spezialbatterien für Flugzeuge. Die Anzahl der Beschäftigten stieg auf über 400 an, darunter auch Fremdarbeiter.
Die Produktionspalette während des Zweiten Weltkrieges wurde vollständig durch die Rüstungsproduktion bestimmt. Durch einen kleineren Bombenangriff auf Soest am 9. September 1944 wurde das Werk II beschädigt und später bei einem Großangriff am 5. Dezember 1944 fast vollständig zerstört. Bei letzterem Angriff wurde auch das Werk I von einer Brandbombe getroffen und schließlich am 28. Februar 1945 bei einem weiteren Angriff erheblich beschädigt.

### Besatzungszeit
Unmittelbar nach dem Zweiten Weltkrieg wurden noch in den Trümmern wieder Batterien in einem kleinen Umfang hergestellt. Die Fabrik wurde dabei von einem britischen Offizier kontrolliert. Der Wiederaufbau und die Produktion wurde allerdings Ende 1945 durch ein von den britischen Besatzungsbehörden verhängtes Produktionsverbot gestoppt. Am 1. September desselben Jahres starb der Firmengründer Wilhelm Hagen. Georg Hagen war nun allein für die Firma verantwortlich. Wilhelm Röpke, der Leiter der Hella-Werke Lippstadt, unterstützte ihn in der Führung des Unternehmens. Nachdem Georg von den Amerikanern in Kassel eine Produktionserlaubnis bekommen hatte, gründete er in dem Stadtteil Bettenhausen die Schwestergesellschaft Hessische Accumulatorenwerke GmbH. Dort begann im Jahr 1946 in einem angemieteten Gebäude des ehemaligen Motorenbau Werks Kassel der Junkers Flugzeug- und Motorenwerke die Produktion von Starterbatterien. Am 8. Januar 1947 wurde schließlich das Produktionsverbot der Produktionsstätten in Soest aufgehoben. Die Kriegsschäden wurden daraufhin schnellstmöglich beseitigt.

### Wirtschaftswunderjahre
Dieter, der jüngere Bruder von George Hagen, kehrte 1949 aus sowjetischer Gefangenschaft zurück und trat ebenfalls in die Firma ein. Im gleichen Jahr wurde die Produktion von Kleinakkumulatoren, Zugbeleuchtungs- und Schiffsbatterien aufgenommen, später folgten Batterien für Grubenlokomotiven und Schiffsantriebe. Im Jahr 1953 übernahm Dieter Hagen die Leitung des Kasseler Werks, das 1956 neu- und ausgebaut wurde. Am 31. Januar 1961 wurde die erste U-Boot-Batterie ausgeliefert. 1968 wurde am Coesterweg in Soest eine neue Fabrik für Industriebatterien in Betrieb genommen. Diese Produktionsstätte wurde in der weiteren Firmengeschichte als Werk III bezeichnet. Hierhin wurde nach und nach die gesamte Produktion der anderen Soester Standorte verlagert. Im selben Jahr wurde von dem Kasseler Werk ein Zweigwerk für Starterbatterien in Berlin aufgebaut.

### 1970er und 1980er Jahre

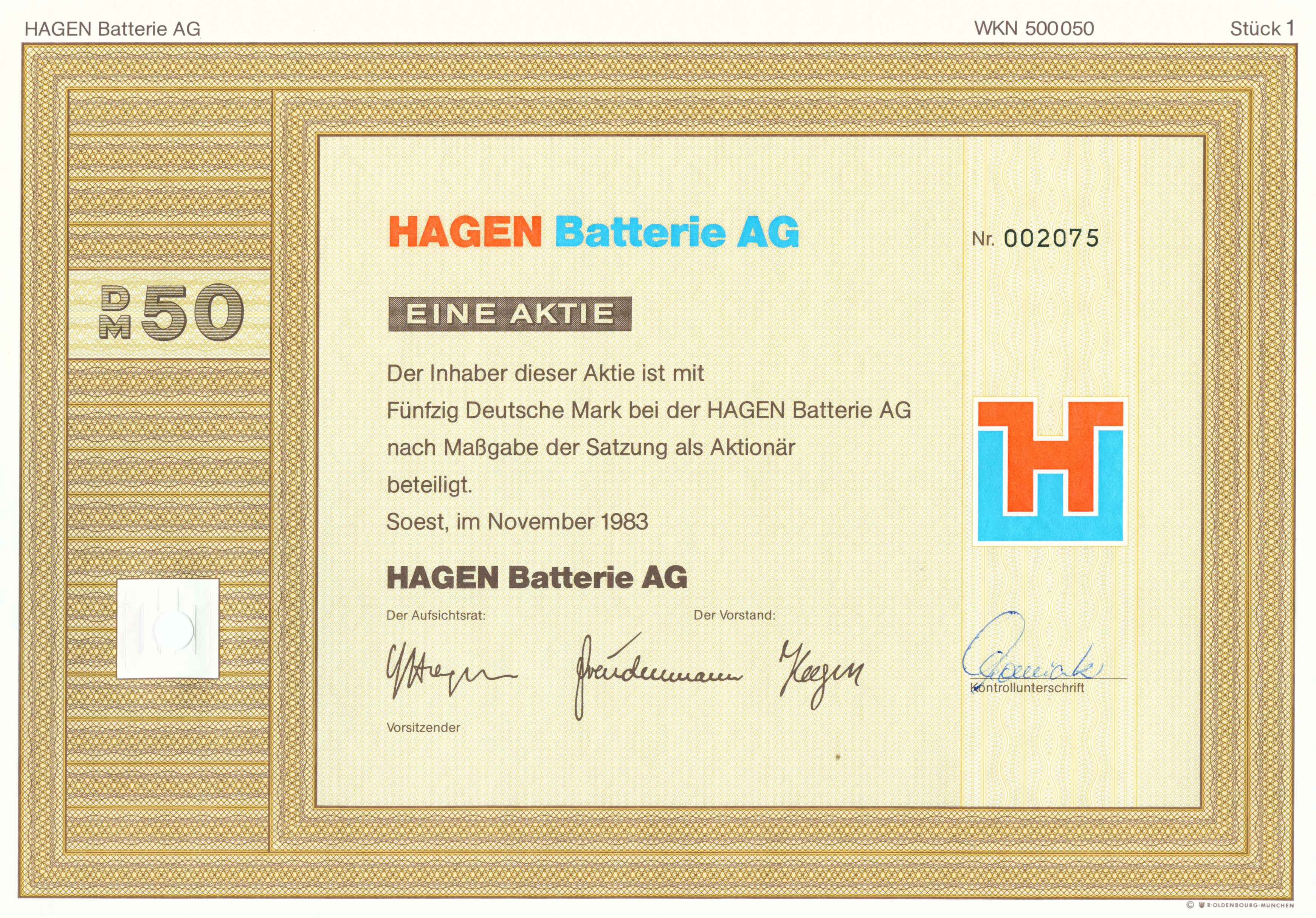
Aktie der HAGEN Batterie AG aus dem Jahr 1983

Die beiden Gesellschaften Accumulatorenfabrik Wilhelm Hagen KG und Hessische Accumulatorenwerke GmbH wurden 1970 in die Aktiengesellschaft Accumulatorenfabriken Wilhelm Hagen AG mit dem Firmensitz in Soest zusammengeführt. Die Firma engagierte sich vermehrt im Ausland, plante und baute schlüsselfertige Produktionsanlagen für Batterien unter anderem im Iran, in Algerien, in Portugal und Südafrika. Im Jahr 1983 wurde der Name des Unternehmens in Hagen Batterie AG geändert. Im November desselben Jahres wurden Aktien der HAGEN Batterie AG an den Börsen in Düsseldorf und Frankfurt am Main zum Handel zugelassen.

### Übernahmen
Ende Januar 1989 übernahm die spanische Sociedad Española del Acumulador TUDOR S.A. mit Sitz in Madrid durch ihre deutsche Tochtergesellschaft MANOS Verwaltungsgesellschaft mbH 75 % des Aktienkapitals im Wert von 20 Mio. DM von der Familie Hagen. Ende des Jahres verließ der Vorstandsvorsitzende Gert Hagen als letztes Familienmitglied das Unternehmen. Die Aktienmehrheit an der TUDOR S.A. und somit auch an der HAGEN Batterie AG wurde am 22. Juli 1994 von dem US-amerikanischen Batteriekonzern EXIDE Corporation übernommen. Infolge der Übernahme führten umfangreiche Restrukturierungen innerhalb des Konzerns dazu, dass die Produktion in Soest, dem Gründungsort des Unternehmens Accumulatorenfabrik Wilhelm Hagen KG, eingestellt wurde und auf andere Standorte in Deutschland verlagert wurde. Danach existierte HAGEN Batterie nur noch als Markenname von EXIDE Technologies.